# Прэди, Билл
Билл Прэди (англ. Bill Prady; род. 7 июня 1960) — американский сценарист, кинопродюсер. Известен своими работами над сериалами и различными телепередачами, в том числе:
«Женаты... с детьми», «Мечтай», «Звездный путь: Вояджер», «Дарма и Грег», «Девочки Гилмор» и как один из создателей «Теории Большого взрыва» и «Маппет-шоу».

## Биография

### Карьера
Прэди начал свою писательскую карьеру в телепередаче «Маппет-шоу» Джима Хенсона.

Начиная с 2007 года, он был исполнительным продюсером и одним из создателей ситкома канала CBS «Теория Большого взрыва».

На 3 апреля 2015 года он написал и продал новую версию «Маппет-шоу» с рабочим названием «Маппет-шоу» на канале ABC с Бобом Кешел, который также был шоураннером.

## Преподавание
С осени 2012 года Прэди является адъюнкт-преподавателем в школе кинематографических искусств в университете Южной Калифорнии. Он также является попечителем проекта «Новые голоса» (New Voices).

## Личная жизнь
Прэди окончил школу «Кранбрук» в Блумфилд Хиллс (англ. Bloomfield Hills, Michigan), штат Мичиган и учился в университете Уэйна в Детройте, штат Мичиган.

Женат на Кирис Прэди (Kirith Prady).

В 2003 году он был одним из 135 кандидатов в выборах на пост губернатора Калифорнии, получив 474 голоса.

Биллу Прэди часто приписывается «кредо ботаника», поскольку он был программистом на z80 в небольшой компьютерной компании.

В 2013 году Прэди был награжден общественной медалью НАСА (англ. Exceptional Public Achievement Medal).

В 2015 году астероид 8630 (1981 EY35) получил название «8630 Billprady» в его честь.

## Избранная фильмография
- 1995—1997 — «Кэролайн в городе» (сценарист, продюсер); на российскм ТВ шёл под названием «Каролина в Нью-Йорке».
- 1997—2002 — «Дарма и Грег» (сценарист, исполнительный продюсер)
- 2004—2005 — «Девочки Гилмор» (писатель, исполнительный сопродюсер)
- 2007—2019 — «Теория Большого взрыва» (создатель, сценарист, исполнительный продюсер)

## Награды
| Year | Award                            | Category                                                                   | Program                                             | Result    |
| ---- | -------------------------------- | -------------------------------------------------------------------------- | --------------------------------------------------- | --------- |
| 1989 | WGA Award                        | Outstanding Achievement: Variety, Musical, Award, Tribute or Special Event | Miss Piggy’s Hollywood                              | Победа    |
| 1990 | WGA Award                        | Outstanding Achievement: Variety, Musical, Award, Tribute or Special Event | Time Warner Presents the Earth Day Special          | Победа    |
| 1991 | CableACE Award                   | Outstanding Achievement in Children’s Programming                          | The Presidential Inaugural Celebration for Children | Победа    |
| 1991 | WGA Award                        | Outstanding Achievement: Variety, Musical, Award, Tribute or Special Event | The Muppets Celebrate Jim Henson                    | Победа    |
| 1991 | Emmy Award                       | Outstanding Writing in a Variety or Music Program                          | The Muppets Celebrate Jim Henson                    | Номинация |
| 1996 | The People’s Choice Awards       | Favorite New Television Comedy Series                                      | Caroline in the City                                | Победа    |
| 1998 | The People’s Choice Awards       | Favorite New Television Comedy Series                                      | Дарма и Грег                                        | Победа    |
| 1998 | Golden Globe Award               | Best Series: Musical or Comedy                                             | Дарма и Грег                                        | Номинация |
| 1999 | Golden Globe Award               | Best Series: Musical or Comedy                                             | Дарма и Грег                                        | Номинация |
| 1999 | WGA Award                        | Outstanding Achievement: Comedy Series                                     | Дарма и Грег                                        | Номинация |
| 2009 | TCA Award                        | Outstanding Achievement in Comedy                                          | Теория Большого взрыва                              | Победа    |
| 2009 | Satellite Award                  | Best Television Series: Musical or Comedy                                  | Теория Большого взрыва                              | Номинация |
| 2010 | Golden Globe Award               | Best Series: Musical or Comedy                                             | Теория Большого взрыва                              | Номинация |
| 2010 | The People’s Choice Awards       | Favorite Television Comedy Series                                          | Теория Большого взрыва                              | Победа    |
| 2010 | TCA Award                        | Outstanding Achievement in Comedy                                          | Теория Большого взрыва                              | Номинация |
| 2011 | Emmy Award                       | Outstanding Comedy Series                                                  | Теория Большого взрыва                              | Номинация |
| 2011 | The People’s Choice Awards       | Favorite Television Comedy Series                                          | Теория Большого взрыва                              | Номинация |
| 2011 | Producers Guild of America Award | Outstanding Comedy Series                                                  | Теория Большого взрыва                              | Номинация |
| 2011 | Critics' Choice Television Award | Best Comedy Series                                                         | Теория Большого взрыва                              | Номинация |
| 2012 | Satellite Award                  | Best Television Series: Musical or Comedy                                  | Теория Большого взрыва                              | Победа    |
| 2012 | TCA Award                        | Outstanding Achievement in Comedy                                          | Теория Большого взрыва                              | Номинация |
| 2012 | Monte-Carlo Television Festival  | Outstanding International Producer                                         | Теория Большого взрыва                              | Номинация |
| 2012 | Emmy Award                       | Outstanding Comedy Series                                                  | Теория Большого взрыва                              | Номинация |
| 2012 | Producers Guild of America Award | Outstanding Comedy Series                                                  | Теория Большого взрыва                              | Номинация |
| 2012 | Critics' Choice Television Award | Best Comedy Series                                                         | Теория Большого взрыва                              | Номинация |
| 2012 | Golden Globe Award               | Best Series: Musical or Comedy                                             | Теория Большого взрыва                              | Номинация |
| 2013 | The People’s Choice Awards       | Favorite Television Comedy Series                                          | Теория Большого взрыва                              | Победа    |
| 2013 | Critics' Choice Television Award | Best Comedy Series                                                         | Теория Большого взрыва                              | Победа    |
| 2013 | TCA Award                        | Outstanding Achievement in Comedy                                          | Теория Большого взрыва                              | Победа    |
| 2013 | Teen Choice Awards               | Choice Award: Best Comedy                                                  | Теория Большого взрыва                              | Номинация |
| 2013 | Monte-Carlo Television Festival  | International TV Audience Award                                            | Теория Большого взрыва                              | Победа    |
| 2013 | Emmy Award                       | Outstanding Comedy Series                                                  | Теория Большого взрыва                              | Номинация |
| 2013 | Golden Globe Award               | Best Series: Musical or Comedy                                             | Теория Большого взрыва                              | Номинация |
| 2014 | The People’s Choice Awards       | Favorite Television Comedy Series                                          | Теория Большого взрыва                              | Победа    |